# Cinema2
Cinema2 è stato un duo pop femminile italo/spagnolo, composto da Andrea Delogu, originaria di Rimini e dalla venezuelana Barbara Clara, Miss Italia nel mondo del 2000.

## Storia del gruppo
Conosciutesi nel 2003 negli studi di un canale satellitare, le Cinema2 appaiono inizialmente su internet, soprattutto tramite il loro MySpace, che in breve tempo diventa uno dei più visitati in Italia. Nel 2005 pubblicano con il nome "Andrea & Barbara" un singolo intitolato Niente sesso/Balla con me.
Il loro primo singolo come Cinema2, Suave, viene scelto come colonna sonora della campagna pubblicitaria della Heineken in America e nel film Matrimonio alle Bahamas che ha raggiunto il sesto posto della classifica italiana dei singoli, mentre il loro secondo singolo Estupido, balza rapidamente al primo posto della classifica italiana dei singoli nel marzo 2008.
Nel corso dell'estate 2008 è stato pubblicato l'album di debutto del duo Chicas de contrabando sotto l'etichetta Panarecord, e il loro terzo singolo Ah! Ah! Ah!, cantato come tutti i precedenti brani in lingua spagnola. Il singolo ha raggiunto la settima posizione della classifica dei singoli italiana.
Il 30 settembre 2008 il duo delle Cinema2 esordisce in televisione come conduttrici del programma Saturday Night Live from Milano in onda su Italia 1. Contemporaneamente esce il loro quarto singolo, intitolato Grita.

## Discografia

### Album
- 2008 - Chicas de contrabando

### Singoli
- 2005 - Niente sesso/Balla con me
- 2007 - Suave
- 2008 - Estupido
- 2008 - Ah! Ah! Ah!
- 2008 - Grita

### Videoclip
- 2005 - Niente sesso
- 2005 - Balla con me
- 2007 - Suave
- 2008 - Grita